# Still Stuck in Your Throat
Still Stuck in Your Throat è il settimo album in studio del gruppo musicale statunitense Fishbone, pubblicato nel 2006.

## Tracce
1. Jack Ass Brigade – 3:37 (Moore, Fisher)
2. Let Dem Ho's Fight – 2:42 (Moore, Fisher, Steward and Fishbone)
3. Skank 'n Go Nuttz – 4:58 (Fisher)
4. Party with Saddam – 4:27 (Gipson)
5. We Just Lose Our Minds – 9:42 (Fisher)
6. Frey'd Fuckin' Nerve Endingz – 4:41 (Fisher, Moore)
7. The Devil Made Me Do It – 5:00 (Fisher)
8. Forever Moore – 3:53 (Fisher, Moore)
9. Behind Closed Doors – 5:16 (Fisher, Gipson)
10. Premadawnutt – 4:17 (Fisher)
11. Faceplant Scorpion Backpinch – 3:13 (Moore, Fisher)
12. Date Rape – 3:31 (Bradley Nowell, Sublime)

## Formazione
- Angelo Moore – voce, sassofono, theremin, percussioni
- Curtis Storey – tromba, voce
- Rocky George – chitarra
- John McKnight – tastiera, trombone, chitarra, voce
- Dre Gipson – tastiera, voce
- John Norwood Fisher – basso, voce
- John Steward – batteria